# Amaranthus brandegeei
Amaranthus brandegeei là loài thực vật có hoa thuộc họ Dền. Loài này được Standl. mô tả khoa học đầu tiên năm 1917.